# Tegluq Temur
Tegluq Temur (Tughluq Timur) fou el gendre de Qazaghan, casat amb una filla d'aquest. El seu origen segons Yazdi, es que seria fill del amir Boroldai (que havia dirigit una horda pròpia). De fets de Tughluq Timur només consten els relacionats amb el intent primer i l'assassinat després del gran amir Qazaghan. La identitat de nom amb el kan de Mogolistan ha portat a confusió a diversos autors.
Aprofitant una gran cacera que Qazaghan havia organitzat, Tegluq Temur, va decidir intentar liquidar al seu sogre. Teghluq amb set guerrers experts el van atacar al caure la nit, aprofitant que estava gairebé sol, però Tamerlà, que estava allí, el va defensar i va donar temps a que arribessin mes companys de Qazaghan i fessin fugir als atacants. Qazagan va perseguir a Tughluq però aquest es va refugiar a les altes muntanyes i va esdevenir un lladre de camins. Qazagan en atenció a la seva filla (esposa de Tughluq) i altres dones, va emetre un decret perdonant-lo si retornava a la cort. Però Tughluq no acceptava la submissió. Al cap de poc Qazaghan va emetre un decret pel qual Tughluq i la seva filla es divorciarien, però llavors Tughluq va afluixar el to i va manifestar estar penedit i de moment el divorci es va posposar.
Qazaghan estava habitualment a Sali Sarai on també passava els hiverns, dedicant-se principalment a la cacera. El 1357 o 1358 va sortir un dia de Sali Sarai per anar de cacera, sense armes de guerra, acompanyat per nomes 15 homes. Es va dirigir al sud del riu Jihun on volia caçar a la regió d'Arhanq; allí fou sorprès pel seu gendre Kutluq Temur, el fill de Boroldai i suposat cap de la secció tribal dels boroldais, que tenia un litigi pendent amb Qazaghan, i que (acompanyat per alguns homes) el va matar. Els assassins van fugir però els acompanyants de Qazaghan els van empaitar i els van atrapar a prop de Kunduz (Qunduz) i Kutluq Temur fou mort. Fou Timur el que va portar el cadàver de Qazagan a Sali Sarai on fou enterrat.
An autobiographic relat of the life of emperor Timur, de Charles Stewart, atribueix la mort a Sultan Kuli el consogre de Qazagan, pare de l'esposa del fill Abd Allah ibn Qazaghan. Sultan Kuli havia estat nomenat governador d'Andijan, però vers el 1357 o 1358 fou desposseït d'aquest govern, el qual fou concedit a Khwajah Azdi (Muhammad Khoja Apardi). El governador deposat va conspirar aleshores amb Tughluq Timur de Mogulistan, que seria proclamat kan i a canvi acceptaria deixar el govern efectiu de Transoxiana en mans d'Abd Allah (gendre de Sultan Kuli). Tamerlà diu que Qazaghan realment l'havia adoptat a ell com a fill i li havia promès de fer-lo el successor, però segurament només és una justificació del seu poder futur. Un dia que Qazaghan havia anat de cacera al sud de l'Oxus (Jihun en àrab, Amu Darya actual; no confondre amb el Sihun, modern Sir Darya, antic Yaxartes) sense escorta ni protecció individual, fou atacat per Sultan Kuli que el va matar. Quan Timur en fou informat va anar al lloc, va recollir el cos i el va portar a Sali Sarai on fou enterrat.
H. Lamb a Tamerlane, the Earth Shaker, explica que Qazagan estava dedicat a la caça quan dos capitostos el van sorprendre desarmat i el van matar disparant algunes fletxes. Timur estava absent però va conèixer la noticia i va poder tornar, travessar el riu Oxus i enterrar el cos de Qazaghan al bosc de Sali Sarai. Després va tornar a travessar el riu i es va unir als oficials de Qazaghan que perseguien als assassins. Foren atrapats i morts a cops d'espasa. Tot seguit Timur va poder tornar a la seva vall on romania la tribu Barles.
El relat modern que figura a The rise and Rule of Tamerlane de B.F. Manz, explica que fou assassinat pel fill de Boroldai, l'amir que tenia el comandament del tumen dit de Boroldai. Molest perquè Qazagan no li havia concedit el comandament del tumen a ell.